# Подводные лодки типа «Грампус»
Подводные лодки типа «Грампус» (англ. Grampus  class) — серия британских дизель-электрических подводных лодок — минных заградителей. Всего с 1932 по 1938 год было построено 6 подводных лодок этого типа. Иногда они упоминается как подводные лодки типа «Порпойс» по имени прототипа, HMS Porpoise, построенного в 1932 году. Пять остальных лодок из этой серии были построены между 1936 и 1938 годами по несколько изменённому проекту. Все корабли названы в честь морских млекопитающих.

## Представители
| Название      | Судоверфь        | Спуск на воду    | Судьба |
| ------------- | ---------------- | ---------------- | --- |
| Порпойс (N14) | Vickers, Barrow  | 30 августа 1932  | Потоплена 16 января 1945 года в Малаккском проливе японским самолетом.                                                   |
| Грампус (N56) | Chatham Dockyard | 25 февраля 1936  | Потоплена 16 июня 1940 года в Ионическом море возле Аугусты итальянскими торпедными катерами «dQ10» и «Чирче» («Circe»). |
| Нарвал (N45)  | Vickers, Barrow  | 29 августа 1935  | Потоплена 30 июля 1940 года немецким самолетом вблизи Норвегии.                                                          |
| Рорквел (N74) | Vickers, Barrow  | 21 июля 1936     | Прибыла в Ньюпорт, где была разобрана 17 марта 1946 года.                                                                |
| Кашалот (N83) | Scotts           | 2 декабря 1937   | Протаранена итальянским миноносцем типа «Спика» у побережья Киренаики 30 июля 1941 года, захвачена немцами.              |
| Сил (N37)     | Chatham Dockyard | 27 сентября 1938 | Подорвалась на мине 4 мая 1940 года                                                                                      |